# Ectoedemia rufifrontella
Ectoedemia rufifrontella is een vlinder uit de familie dwergmineermotten (Nepticulidae). De wetenschappelijke naam is voor het eerst geldig gepubliceerd in 1920 door Caradja.
De soort komt voor in Europa.